# Vickers Valparaiso
Il Vickers Valparaiso era un biplano realizzato dall'azienda britannica Vickers Limited nel corso degli anni venti del XX secolo.
Progettato per l'utilizzo sia come bombardiere che come ricognitore o osservatore, trovò impiego principalmente nell'aeronautica portoghese.

## Storia

### Sviluppo
Il successo ottenuto dalla Vickers con il Vixen oltrepassò ben presto i confini britannici e sfociò in due ordini da parte dell'Arma dell'Aeronautica militare portoghese (Arma da Aeronáutica Militar): nello specifico furono ordinati dieci esemplari dotati di motore Napier Lion e quattro equipaggiati con il Rolls-Royce Eagle.
Il contratto tuttavia riguardò una versione da esportazione del velivolo, ribattezzata Valparaiso; questo avvenne poiché il Vixen impiegava apparecchiature all'epoca classificate che non potevano essere vendute all'estero.
Un esemplare di Valparaiso (con motore Napier Lion) venne acquistato dalla Fuerza Aérea de Chile che, nel 1925, ne ordinò 18 unità per le quali vennero richieste modifiche di dettaglio; questi esemplari ripresero tuttavia la designazione originale, dando vita alla versione Vixen V (Type 116).
Nel corso del 1929 uno degli esemplari dotati di motore Rolls-Royce venne inviato dall'aeronautica portoghese alla Vickers per l'installazione di un motore Bristol Jupiter. Al ritorno di questo esemplare, in seguito ai positivi riscontri ottenuti nelle prove di collaudo, le autorità portoghesi decisero di acquistare la licenza per la costruzione in loco del Valparaiso: la costruzione del velivolo venne affidata alla Oficinas Gerais de Material Aeronáutico cui furono ordinati tredici esemplari della nuova versione; anche i motori Jupiter installati su questi esemplari erano realizzati su licenza: in questo caso il costruttore era l'azienda francese Gnome et Rhône.

### Descrizione tecnica
Il Vickers Valparaiso era un biplano biposto: analogamente al Vixen, dal quale derivava, aveva fusoliera dalla struttura in tubi d'acciaio ed ali in legno. Anche la configurazione della velatura principale manteneva la formula sesquiplana; gli impennaggi erano di tipo monoplano con l'elemento orizzontale disposto sulla linea mediana della fusoliera, al di sotto della deriva.
L'equipaggio era disposto in tandem in due postazioni separate: anteriormente prendeva posto il pilota, alle cui spalle sedeva l'osservatore.
Il carrello d'atterraggio era del tipo triciclo posteriore: le ruote anteriori erano disposte immediatamente davanti al bordo d'attacco dell'ala inferiore, collegate fra loro da una barra trasversale.
Nella prima versione il motore impiegato era un Napier Lion: si trattava del medesimo 12 cilindri a W raffreddato a liquido già impiegato sul Vixen. La versione Valparaiso II venne motorizzata con un V-12: il Rolls-Royce Eagle, di minor cilindrata e potenza rispetto al precedente. Negli esemplari costruiti in Portogallo su licenza, il motore installato era il radiale Jupiter, costruito su licenza dalla Gnome et Rhône.

### Impiego operativo
I Valparaiso Mk.I, dotati del più potente motore Lion, vennero impiegati nei reparti da ricognizione e bombardamento mentre i Mk.II vennero destinati all'addestramento.
Tra settembre ed ottobre del 1928 due equipaggi portoghesi realizzarono un lungo volo con i Valparaiso Mk.I: compiendo diverse tappe, coprirono circa 9 950 miglia (circa 16 000 km) toccando le colonie in Africa occidentale, l'Angola ed il Mozambico mettendo in luce l'affidabilità del velivolo e dei suoi impianti.
Gli esemplari della serie Mk.III diedero prova di estrema affidabilità: pur destinati a ruoli secondari rimasero in servizio fino al 1942 quando furono rimpiazzati dai Westland Lysander.

## Versioni
I dati sulle versioni sono tratti da "Enciclopedia l'Aviazione".
- Type 93 Valparaiso I: lotto di dieci velivoli dotati di motore W-12 Napier Lion.
- Type 92 Valparaiso II: quattro esemplari, equipaggiati con motore V-12 Rolls-Royce Eagle.
- Type 168 Valparaiso III: un velivolo della serie II modificato ed altri tredici costruiti su licenza dalla portoghese Oficinas Gerais de Material Aeronáutico, dotati di motore radiale a 9 cilindri Gnome et Rhône Jupiter.

## Utilizzatori
Dati tratti da "Enciclopedia L'Aviazione".

### Militari
Cile
Fuerza Aérea de Chile
 Portogallo
Arma de Aeronáutica Militar